# Frederick Ellis, VII barone Howard de Walden
Frederick George Ellis, VII barone Howard de Walden e III barone Seaford (9 agosto 1830 – 3 novembre 1899) è stato un nobile inglese.

## Biografia
Era il figlio primogenito di Charles Ellis, VI barone Howard de Walden, e di sua moglie, Lady Lucy Cavendish-Scott-Bentinck, figlia di William Bentinck, IV duca di Portland. Frequentò l'Eton College e il Trinity College di Cambridge. Da giovane, aiutava il padre nella supervisione delle piantagioni di zucchero in Giamaica.

## Carriera
Nel 1867, divenne un ufficiale nel 4th Light Dragoons. Successe al padre nelle baronie Howard de Walden e Seaford nel 1868. La madre si occupò dei debiti del suo defunto marito. Poi diede le piantagioni al fratello, Evelyn.
Anche se perse la possibilità di ereditare la ricchezza di suo padre, lui e suo fratello minore William si resero conto che la tenuta di Marylebone del duca di Portland e le proprietà nell'Ayrshire della duchessa di Portland sarebbero passerate prima alla madre Lucy e alle sue sorelle senza figli, e successivamente al nipote maggiore della donna.

## Matrimonio
Sposò, il 27 aprile 1876, Blanche Holden (?-7 aprile 1911), figlia di William Holden. Ebbero un figlio:
- Thomas Ellis, VIII barone Howard de Walden (9 maggio 1880-5 novembre 1946)

Nel 1893, Blanche venne citata in giudizio per il divorzio. Frederick accusò Blanche di "intimità indebita" con il conte Jenan de Madre di Parigi e del capitano Winter. Blanche lo accusò di crudeltà e il suo avvocato lo citò per abusi fisici, di furto e delle minacce di spararle.
La madre di Frederick morì il 29 luglio 1899 e lui ereditò le tenute di Marylebone e nell'Ayrshire; ciò lo rese "il pari più ricco d'Inghilterra" per poco più di tre mesi.

## Morte
Morì il 3 novembre 1899, all'età di 69 anni, e gli successe il figlio Thomas. Lady Blanche sposò Henry Lopes, II barone Ludlow nel 1903.

## Ascendenza
|                                              |                                                        |                                       | Genitori                                          |  |  | Nonni |  |  | Bisnonni   |  |  | Trisnonni    |  |
|                                              |                                                        |                                       |                                                   |  |  |       |  |  | John Ellis |  |  | George Ellis |  |
|                                              |                                                        |                                       |                                                   |  |  |       |  |  | John Ellis |  |  | George Ellis |  |
|                                              |                                                        | Anne Beckford                         |                                                   |  |  |       |  |  | John Ellis |  |  |              |  |
| Charles Ellis, I barone Seaford              |                                                        |                                       |                                                   |  |  |       |  |  | John Ellis |  |  |              |  |
|                                              |                                                        | Elizabeth Palmer                      | John Palmer                                       |  |  |       |  |  |            |  |  |              |  |
|                                              |                                                        | Elizabeth Palmer                      | John Palmer                                       |  |  |       |  |  |            |  |  |              |  |
|                                              |                                                        | Elizabeth Palmer                      | …                                                 |  |  |       |  |  |            |  |  |              |  |
| Charles Ellis, VI barone Howard de Walden    |                                                        | Elizabeth Palmer                      |                                                   |  |  |       |  |  |            |  |  |              |  |
|                                              |                                                        | John Augustus Hervey, lord Hervey     | Frederick Hervey, IV conte di Bristol             |  |  |       |  |  |            |  |  |              |  |
|                                              |                                                        | John Augustus Hervey, lord Hervey     | Frederick Hervey, IV conte di Bristol             |  |  |       |  |  |            |  |  |              |  |
|                                              |                                                        | John Augustus Hervey, lord Hervey     | Elizabeth Davers                                  |  |  |       |  |  |            |  |  |              |  |
| hon. Elizabeth Catherine Caroline Hervey     |                                                        | John Augustus Hervey, lord Hervey     |                                                   |  |  |       |  |  |            |  |  |              |  |
|                                              |                                                        | Elizabeth Drummond                    | Colin Drummond                                    |  |  |       |  |  |            |  |  |              |  |
|                                              |                                                        | Elizabeth Drummond                    | Colin Drummond                                    |  |  |       |  |  |            |  |  |              |  |
|                                              |                                                        | Elizabeth Drummond                    | Katherine Oliphant                                |  |  |       |  |  |            |  |  |              |  |
| Frederick Ellis, VII barone Howard de Walden |                                                        | Elizabeth Drummond                    |                                                   |  |  |       |  |  |            |  |  |              |  |
|                                              | William Henry Cavendish-Bentinck, III duca di Portland | William Bentinck, II duca di Portland |                                                   |  |  |       |  |  |            |  |  |              |  |
|                                              | William Henry Cavendish-Bentinck, III duca di Portland | William Bentinck, II duca di Portland |                                                   |  |  |       |  |  |            |  |  |              |  |
|                                              | William Henry Cavendish-Bentinck, III duca di Portland | lady Margaret Cavendish Harley        |                                                   |  |  |       |  |  |            |  |  |              |  |
| William Bentinck, IV duca di Portland        | William Henry Cavendish-Bentinck, III duca di Portland |                                       |                                                   |  |  |       |  |  |            |  |  |              |  |
|                                              |                                                        | lady Dorothy Cavendish                | William Cavendish, IV duca di Devonshire          |  |  |       |  |  |            |  |  |              |  |
|                                              |                                                        | lady Dorothy Cavendish                | William Cavendish, IV duca di Devonshire          |  |  |       |  |  |            |  |  |              |  |
|                                              |                                                        | lady Dorothy Cavendish                | Charlotte Elizabeth Boyle, marchesa di Hartington |  |  |       |  |  |            |  |  |              |  |
| lady Lucy Joan Cavendish-Bentinck-Scott      |                                                        | lady Dorothy Cavendish                |                                                   |  |  |       |  |  |            |  |  |              |  |
|                                              |                                                        | John Scott                            | David Scott                                       |  |  |       |  |  |            |  |  |              |  |
|                                              |                                                        | John Scott                            | David Scott                                       |  |  |       |  |  |            |  |  |              |  |
|                                              |                                                        | John Scott                            | Lucy Gordon                                       |  |  |       |  |  |            |  |  |              |  |
| Henrietta Scott                              |                                                        | John Scott                            |                                                   |  |  |       |  |  |            |  |  |              |  |
|                                              |                                                        | Margaret Dundas                       | Robert Dundas, lord Arniston                      |  |  |       |  |  |            |  |  |              |  |
|                                              |                                                        | Margaret Dundas                       | Robert Dundas, lord Arniston                      |  |  |       |  |  |            |  |  |              |  |
|                                              |                                                        | Margaret Dundas                       | Henrietta Carmichael                              |  |  |       |  |  |            |  |  |              |  |
|                                              |                                                        | Margaret Dundas                       |                                                   |  |  |       |  |  |            |  |  |              |  |